# Asambleas del Partido Republicano de 2012 en Iowa
Las Asambleas del Partido Republicano de 2012 en Iowa conocidas también como caucus, se hicieron el 3 de enero de 2012. Las asambleas del Partido Republicano son una primaria no oficial, con delegados otorgados proporcionalmente por votos. Las asambleas de Iowa marcaron el inicio de la tradicional elección de los delegados para el proceso de las elecciones presidenciales de los Estados Unidos de 2012. En el estado de Iowa estaban en disputa 28 delegados en la cual fueron asignados proporcionalmente al número de votos de cada candidato. Rick Santorum ganó este las asambleas con 34 delegados.
Durante las campañas de las elecciones primarias, los candidatos se estaban centralizando en reformas al gobierno en Washington. La economía y la política exterior emergieron como los principales temas durante las campañas de las primarias seguido de la crisis económica de 2008, al igual que otras políticas hechas por la  Administración Obama. Estas incluían a la Ley de Protección al Paciente y Cuidado de Salud Asequible (PPACA) al igual que los gastos en el gobierno.

## Elecciones

### Candidatos
El 29 de diciembre de 2011 el partido Republicano de Iowa afirmó que los siguientes candidatos aparecerían en las boletas electorales:
- Michele Bachmann, Congresista por Minnesota.
- Herman Cain, ejecutivo de Georgia.
- Newt Gingrich, antiguo Portavoz de la Cámara de Representantes por Georgia.
- Jon Huntsman, antiguo Gobernador de Utah.
- Ron Paul, Congresista por Texas.
- Rick Perry, Gobernador de Texas.
- Buddy Roemer, antiguo Gobernador de Luisiana.
- Mitt Romney, antiguo Gobernador de Massachusetts.
- Rick Santorum, antiguo Senador por Pensilvania.

## Resultados
El resultado de las primarias a las 3:01 AM ET, con el 100% de los precintos reportados daba como ganador a Mitt Romney, pero los resultados finales declararon a Rick Santorum como ganador.
| Asambleas Republicanas de Iowa, 3 de enero de 2012 | Asambleas Republicanas de Iowa, 3 de enero de 2012 | Asambleas Republicanas de Iowa, 3 de enero de 2012 | Asambleas Republicanas de Iowa, 3 de enero de 2012 | Asambleas Republicanas de Iowa, 3 de enero de 2012 | Asambleas Republicanas de Iowa, 3 de enero de 2012 |
| Candidato                                          | Votos                                              | Porcentaje                                         | Delegados proyectados                              | Delegados proyectados                              | Delegados proyectados                              |
| Candidato                                          | Votos                                              | Porcentaje                                         | AP                                                 | CNN                                                | MSNBC                                              |
| -------------------------------------------------- | -------------------------------------------------- | -------------------------------------------------- | -------------------------------------------------- | -------------------------------------------------- | -------------------------------------------------- |
| Mitt Romney                                        | 30,015                                             | 24.55%                                             | 13                                                 | 7                                                  | 11                                                 |
| Rick Santorum                                      | 30,007                                             | 24.54%                                             | 12                                                 | 7                                                  | 11                                                 |
| Ron Paul                                           | 26,219                                             | 21.45%                                             | 0                                                  | 7                                                  | 3                                                  |
| Newt Gingrich                                      | 16,251                                             | 13.29%                                             | 0                                                  | 2                                                  | 0                                                  |
| Rick Perry                                         | 12,604                                             | 10.31%                                             | 0                                                  | 2                                                  | 0                                                  |
| Michele Bachmann                                   | 6,073                                              | 4.97%                                              | 0                                                  | 0                                                  | 0                                                  |
| Jon Huntsman                                       | 745                                                | 0.61%                                              | 0                                                  | 0                                                  | 0                                                  |
| Sin preferencia                                    | 135                                                | 0.11%                                              | 0                                                  | 0                                                  | 0                                                  |
| Otro                                               | 117                                                | 0.10%                                              | 0                                                  | 0                                                  | 0                                                  |
| Herman Cain                                        | 58                                                 | 0.05%                                              | 0                                                  | 0                                                  | 0                                                  |
| Buddy Roemer                                       | 31                                                 | 0.03%                                              | 0                                                  | 0                                                  | 0                                                  |
| Delegados no proyectados:                          | Delegados no proyectados:                          | Delegados no proyectados:                          | 3                                                  | 3                                                  | 3                                                  |
| Total:                                             | 122,255                                            | 100.0%                                             | 28                                                 | 28                                                 | 28                                                 |